# Bačevci (okręg kolubarski)
Bačevci (cyr. Бачевци) – wieś w Serbii, w okręgu kolubarskim, w mieście Valjevo. W 2011 roku liczyła 381 mieszkańców.